# 索諾拉河
索諾拉河是墨西哥的河流，位於該國北部，河道全長204公里，流域面積約26,000平方公里，發源自卡納內阿附近的湖泊，最終注入加利福尼亞灣。

## 外部連結
- http://www.elbalero.gob.mx/kids/explora/html/sonora/orografia.html （页面存档备份，存于） Sonora
- http://pubs.usgs.gov/sir/2006/5022/ （页面存档备份，存于）
- http://southwest.library.arizona.edu/rudo/body.1_div.2.html （页面存档备份，存于）